# Шубин, Василий Васильевич
Васи́лий Васи́льевич Шу́бин (1896—?) — советский военно-морской деятель, инженерный работник, начальник 1-й секции механического отдела Научно-технического комплекса ВМФ СССР, инженер-капитан 1-го ранга (1940).

## Биография
Русский, беспартийный, в РККФ с 7 ноября 1917. В 1930-х старший инженер-механик 2-го отделения 1-го отдела Управления кораблестроения РКВМФ. В годы Великой Отечественной войны являлся начальником 1-й секции механического отдела Научно-технического комплекса (НТК) ВМС РККА.

### Звания
- Инженер-флагман 3-го ранга (21 февраля 1939).[2][3]
- Инженер-капитан 1-го ранга (8 июня 1940).[4]

### Награды
- Орден Ленина;
- Орден Красного Знамени;
- Орден Красной Звезды;
- Юбилейная медаль «XX лет Рабоче-Крестьянской Красной Армии»;
- Медаль «За победу над Германией в Великой Отечественной войне 1941—1945 гг.».